# Pau Cubarsí
Pau Cubarsí Paredes (født 22. januar 2007) er en spansk professionel fodboldspiller, som spiller for La Liga-klubben FC Barcelona og Spaniens landshold.

## Klubkarriere

### Barcelona
Cubarsí spillede oprindeligt for Girona, før han i 2018 skiftede til FC Barcelonas ungdomsakademi. Han fik sin debut for førsteholdet den 18. januar 2024 i en Copa del Rey-kamp imod Unionistas de Salamanca. Han etablerede sig med det samme som en fast mand på holdet, på trods af sin unge alder, og den 10. april af samme år blev han den yngste spiller nogensinde i en UEFA Champions League kvartfinale.

## Landsholdskarriere

### Ungdomslandshold
Cubarsí har repræsenteret Spanien på flere ungdomsniveauer. Han var del af Spaniens trup som vandt guld ved sommer-OL 2024.

### Seniorlandshold
Cubarsí debuterede for Spaniens landshold den 22. marts 2024.